# Лаонтан
Лаонта́н (фр. Lahontan) — коммуна во Франции, находится в регионе Аквитания. Департамент — Атлантические Пиренеи. Входит в состав кантона Ортез и Тер-де-Гав и дю Сель. Округ коммуны — По.
Код INSEE коммуны — 64305.

## География

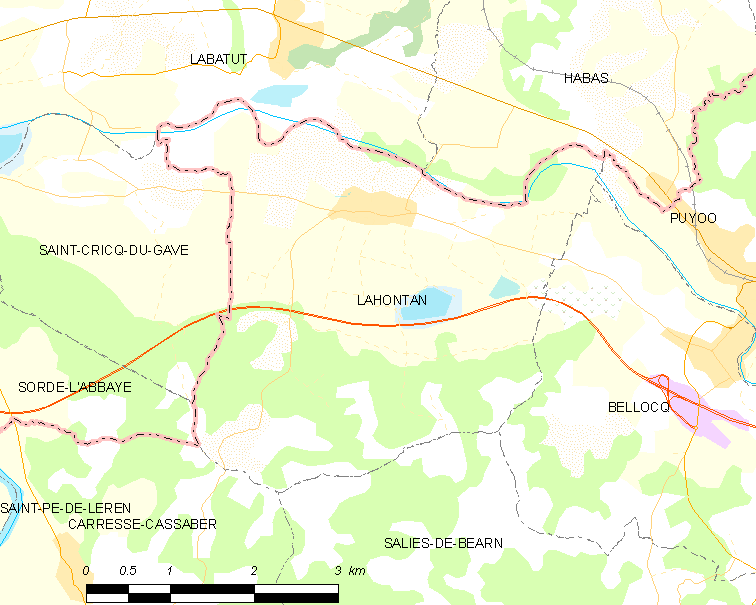
Карта коммуны

Коммуна расположена приблизительно в 650 км к югу от Парижа, в 150 км южнее Бордо, в 55 км к северо-западу от По.
На севере коммуны протекает река Гав-де-По.

### Климат
Климат тёплый океанический. Зима мягкая, средняя температура января — от +5°С до +13°С, температуры ниже −10 °C бывают редко. Снег выпадает около 15 дней в году с ноября по апрель. Максимальная температура летом порядка 20-30 °C, выше 35 °C бывает очень редко. Количество осадков высокое, порядка 1100 мм в год. Характерна безветренная погода, сильные ветры очень редки.

## Население
Население коммуны на 2010 год составляло 467 человек.
| 1962 | 1968 | 1975 | 1982 | 1990 | 1999 | 2010 |
| ---- | ---- | ---- | ---- | ---- | ---- | ---- |
| 531  | 513  | 511  | 418  | 463  | 400  | 467  |

## Администрация
| Период | Период | Фамилия       | Партия | Примечания |
| ------ | ------ | ------------- | ------ | ---------- |
| 1995   | 2008   | Бернар Бойо   |        |            |
| 2008   | 2014   | Кристиан Шово |        |            |
| 2014   | 2020   | Патрис Лалан  |        |            |

## Экономика
В 2010 году среди 273 человек трудоспособного возраста (15-64 лет) 202 были экономически активными, 71 — неактивными (показатель активности — 74,0 %, в 1999 году было 76,7 %). Из 202 активных жителей работали 182 человека (109 мужчин и 73 женщины), безработных было 20 (8 мужчин и 12 женщин). Среди 71 неактивных 20 человек были учениками или студентами, 34 — пенсионерами, 17 были неактивными по другим причинам.

## Достопримечательности
- Церковь Св. Марии Магдалины (1848 год)[4]
- Часовня Нотр-Дам (XIII век)[5]

## Фотогалерея

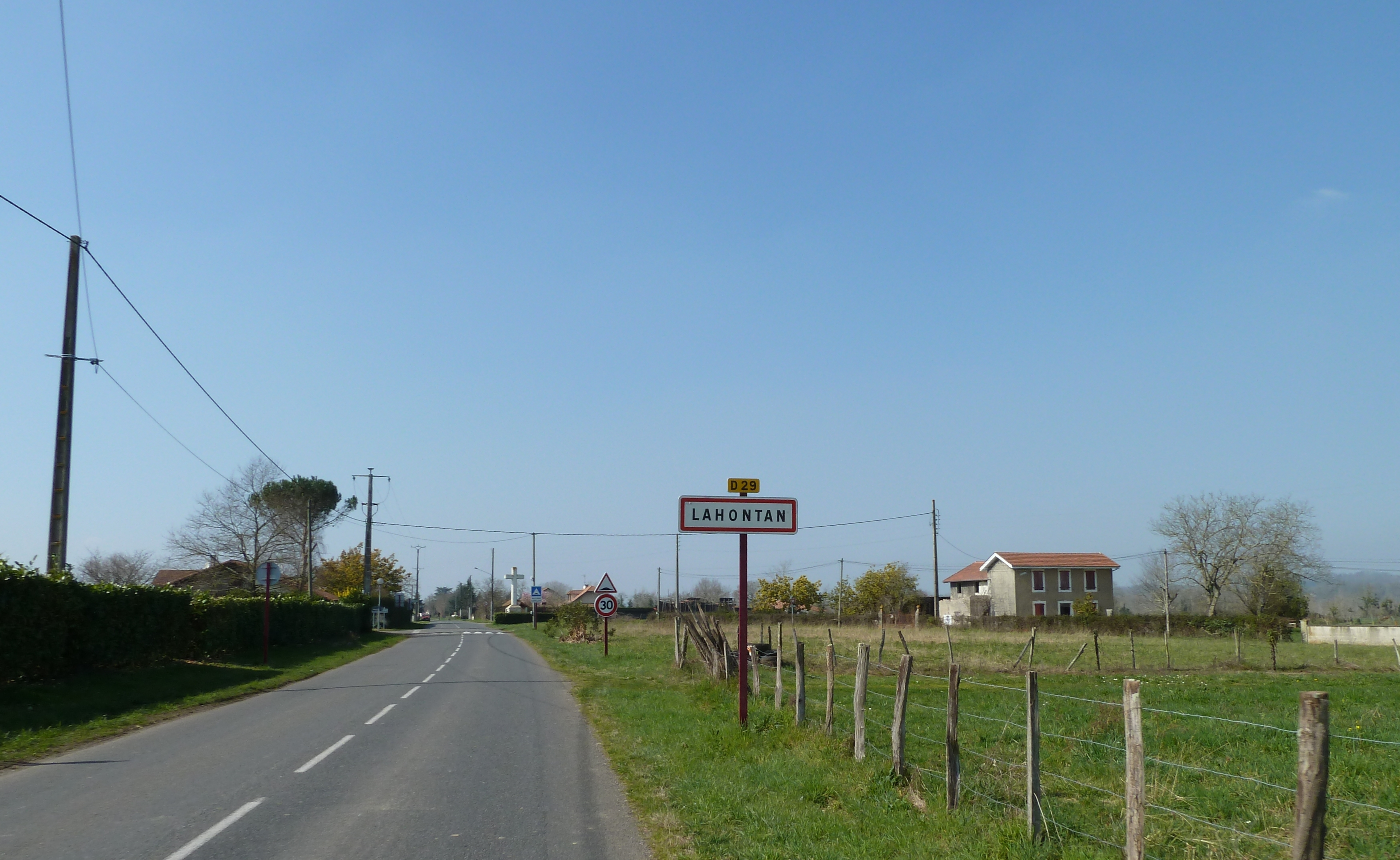
Въезд в Лаонтан
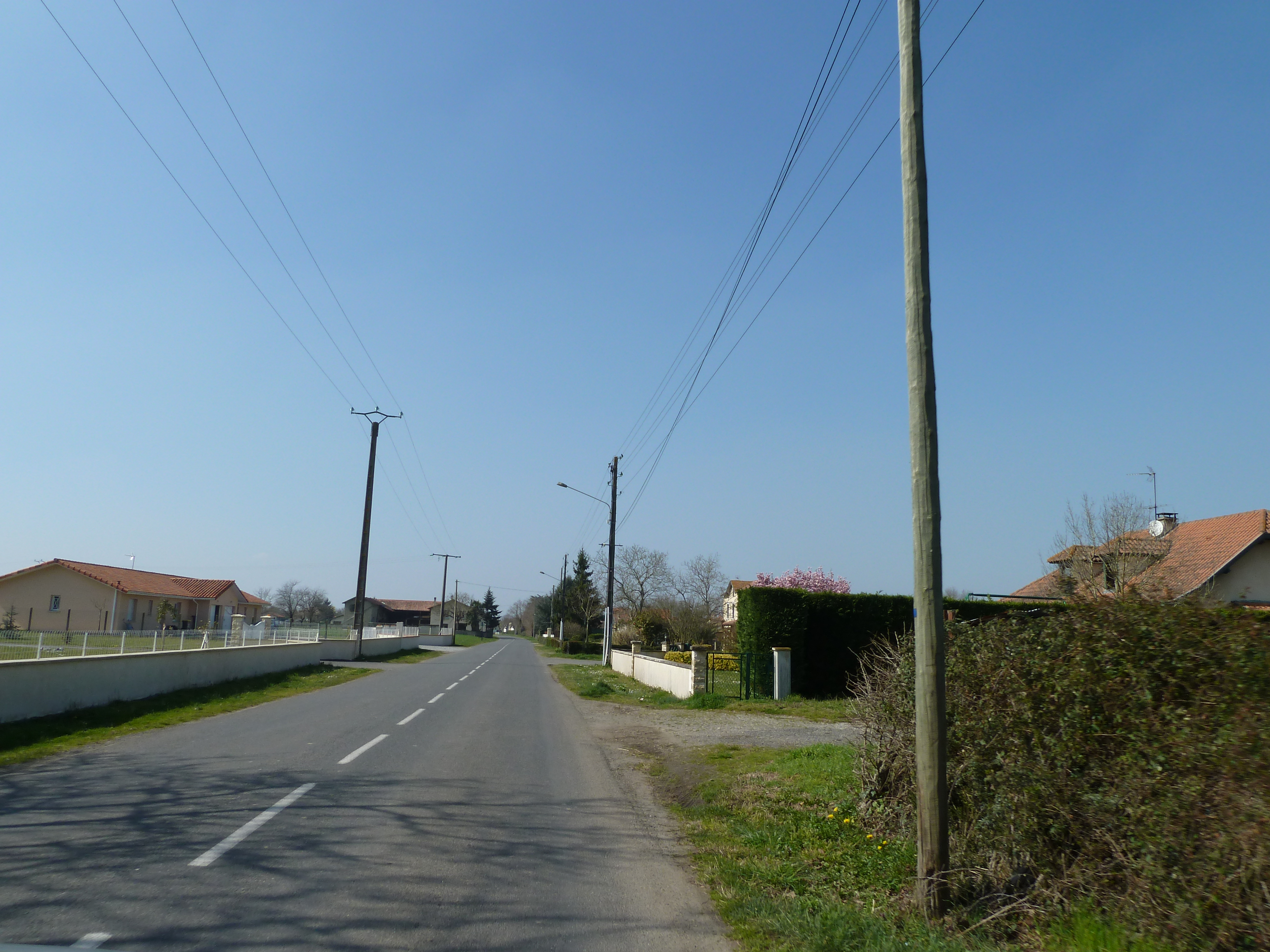
Лаонтан
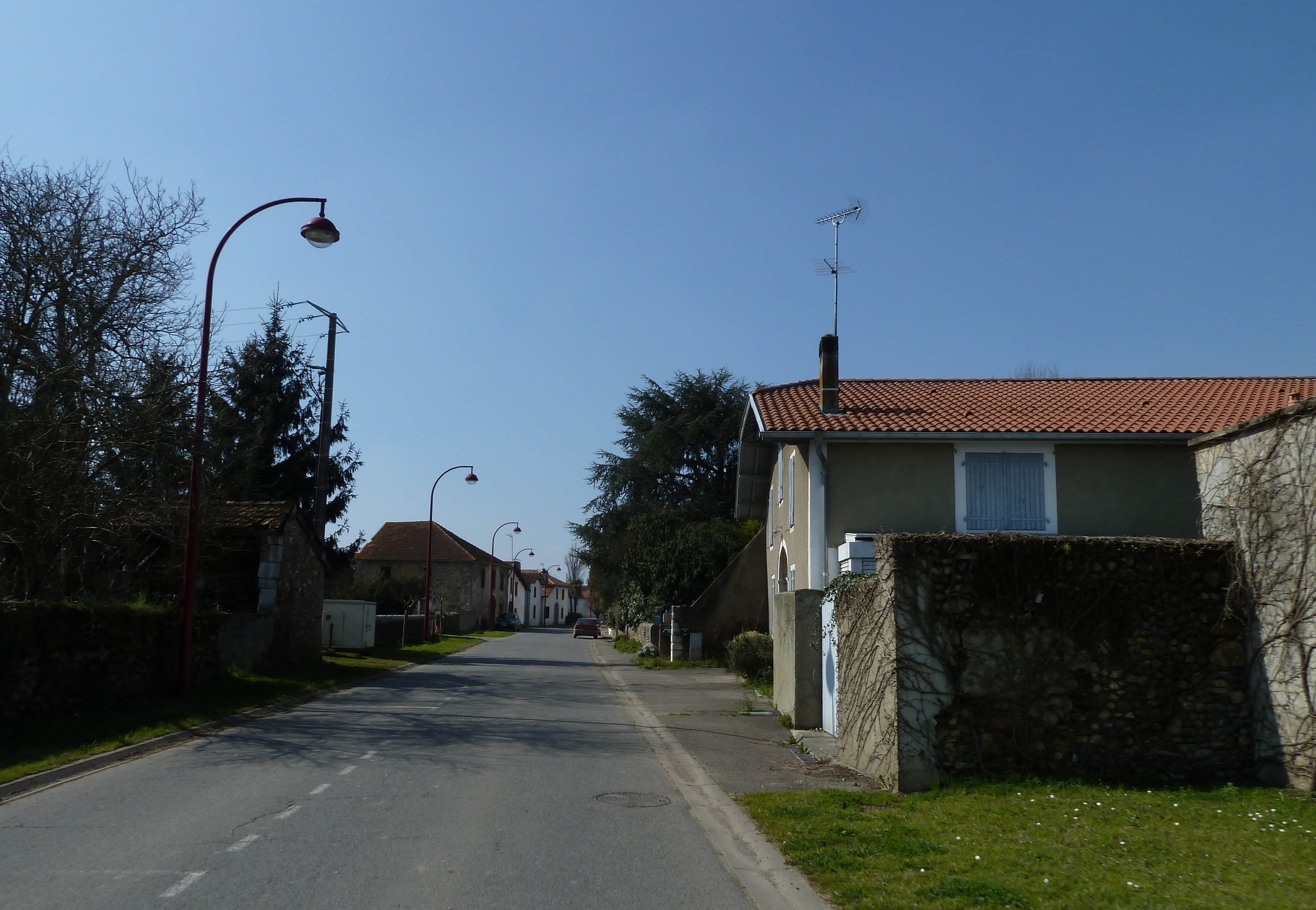
Лаонтан
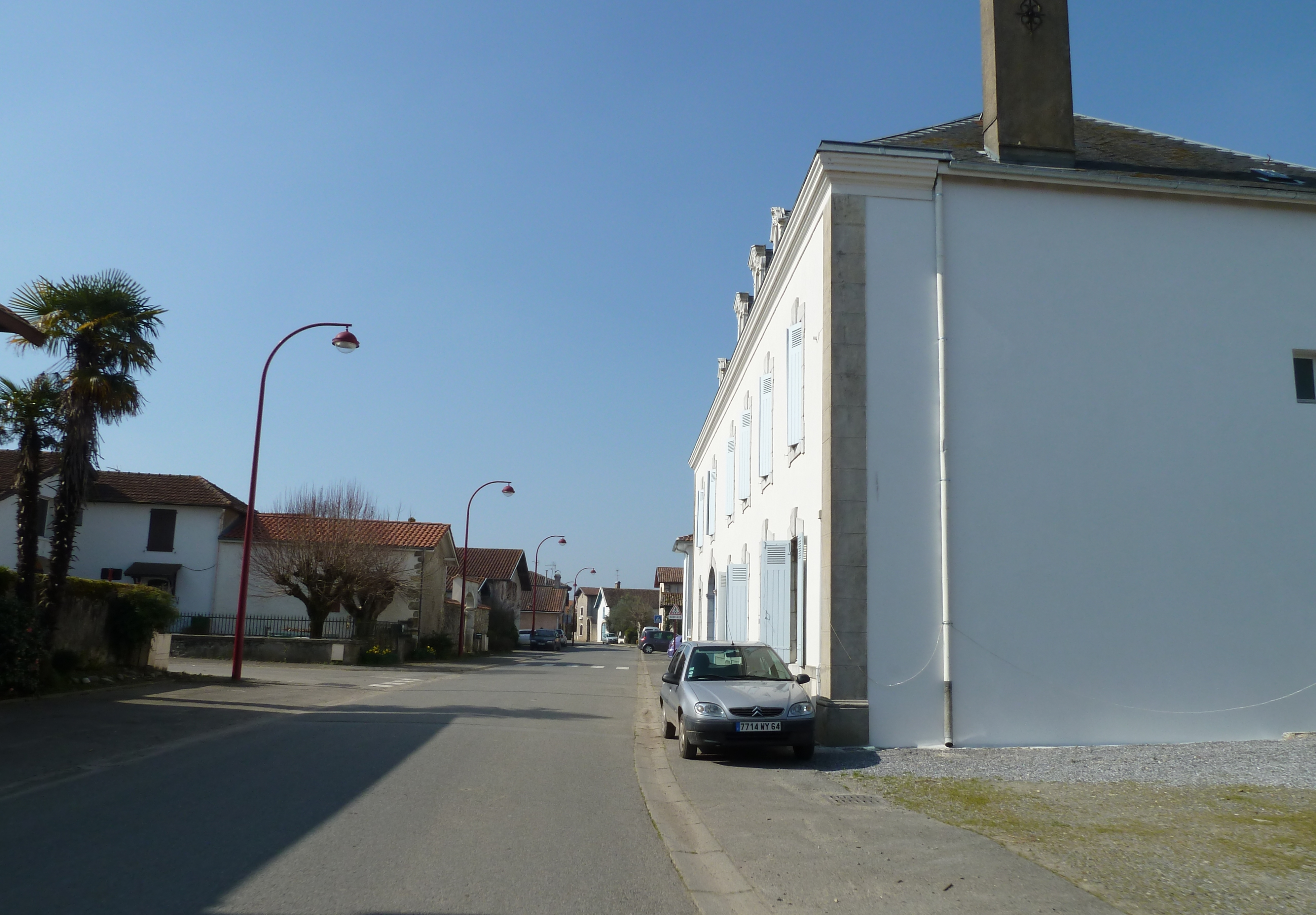
Лаонтан
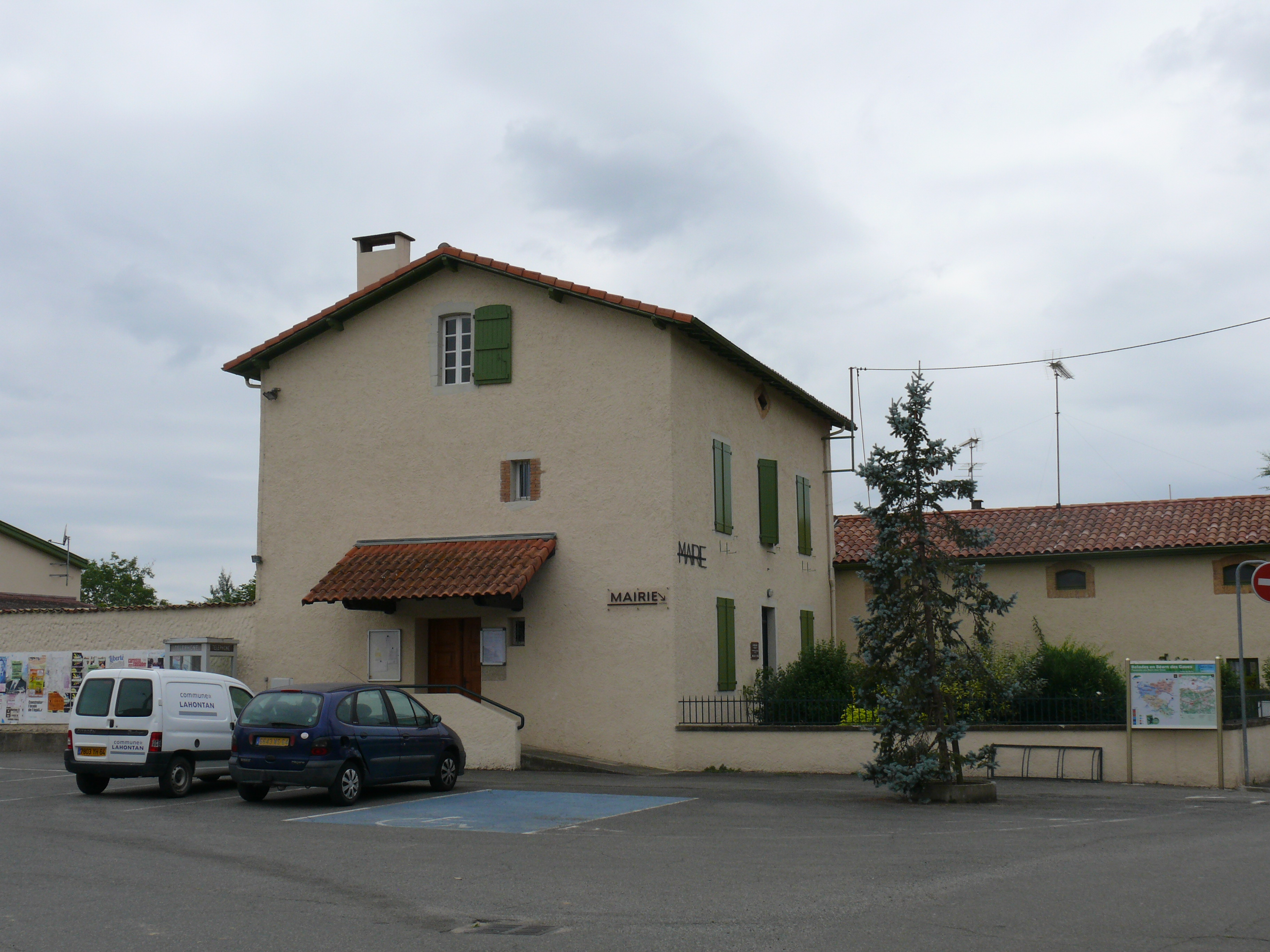
Мэрия